# Samsung Galaxy J1
El Samsung Galaxy J1  es un teléfono inteligente, fabricado por Samsung Electronics y lanzado en enero de 2015. Fue el primer celular de la línea Galaxy J de Samsung. No confundir con J1 ace.

## Características
El Samsung Galaxy J1 posee las siguientes características:
- Cámara delantera de 2 MP (selfie y videollamadas), y cámara trasera de 5 MP con flash LED.
- Pantalla de 4.3 pulgadas TFT.
- Procesador doble núcleo, de 1.2 a 1.5 GHz (dependiendo del modelo).
- Sistema operativo: Android 5.1.1 Lollipop.
- Memoria interna de 8GB, expansible hasta 128 GB.

| Predecesor: N/A | Samsung Galaxy J1 2015 | Sucesor: Samsung Galaxy J2 |